# Single numer jeden w roku 2021 (Litwa)
Notowania Singlų Top 100 publikowane i kompletowane są przez organizację Agata w oparciu o cotygodniowe wyniki sprzedaży cyfrowej i fizycznej singli na Litwie, a także częstotliwość odtwarzania utworów w serwisach streamingowych takich jak; Spotify, Deezer, Apple Music, iTunes, Google Play i Shazam. Poniżej znajduje się tabela prezentująca najpopularniejsze single w danych tygodniach w roku 2021.
W 2021 piętnaście singli różnych artystów osiągnęły szczyt litewskiego notowania AGATA, licząc utwory „Rockin’ Around the Christmas Tree” Brendy Lee i „The Business” Tiësto, które już pod koniec 2020 znalazły się na pierwszym miejscu listy.

## Historia notowania
| Data publikacji | Tytuł                               | Artysta                       | Źródło |
| --------------- | ----------------------------------- | ----------------------------- | ------ |
| 8 stycznia      | „The Business”                      | Tiësto                        | [ 3 ]  |
| 15 stycznia     | „Drivers License”                   | Olivia Rodrigo                | [ 4 ]  |
| 22 stycznia     | „Drivers License”                   | Olivia Rodrigo                | [ 5 ]  |
| 29 stycznia     | „Discoteque”                        | The Roop                      | [ 6 ]  |
| 5 lutego        | „Discoteque”                        | The Roop                      | [ 7 ]  |
| 12 lutego       | „Discoteque”                        | The Roop                      | [ 8 ]  |
| 19 lutego       | „Save Your Tears”                   | The Weeknd                    | [ 9 ]  |
| 26 lutego       | „Save Your Tears”                   | The Weeknd                    | [ 10 ] |
| 5 marca         | „Save Your Tears”                   | The Weeknd                    | [ 11 ] |
| 12 marca        | „Save Your Tears”                   | The Weeknd                    | [ 12 ] |
| 19 marca        | „Save Your Tears”                   | The Weeknd                    | [ 13 ] |
| 26 marca        | „Astronaut in the Ocean”            | Masked Wolf                   | [ 14 ] |
| 2 kwietnia      | „Astronaut in the Ocean”            | Masked Wolf                   | [ 15 ] |
| 9 kwietnia      | „Montero (Call Me by Your Name)”    | Lil Nas X                     | [ 16 ] |
| 16 kwietnia     | „Montero (Call Me by Your Name)”    | Lil Nas X                     | [ 17 ] |
| 23 kwietnia     | „Montero (Call Me by Your Name)”    | Lil Nas X                     | [ 18 ] |
| 30 kwietnia     | „Montero (Call Me by Your Name)”    | Lil Nas X                     | [ 19 ] |
| 7 maja          | „Your Power”                        | Billie Eilish                 | [ 20 ] |
| 14 maja         | „Rampampam”                         | Minelli                       | [ 21 ] |
| 21 maja         | „Rampampam”                         | Minelli                       | [ 22 ] |
| 28 maja         | „Zitti e buoni”                     | Måneskin                      | [ 23 ] |
| 4 czerwca       | „Zitti e buoni”                     | Måneskin                      | [ 24 ] |
| 11 czerwca      | „Zitti e buoni”                     | Måneskin                      | [ 25 ] |
| 18 czerwca      | „Zitti e buoni”                     | Måneskin                      | [ 26 ] |
| 25 czerwca      | „Zitti e buoni”                     | Måneskin                      | [ 27 ] |
| 2 lipca         | „Zitti e buoni”                     | Måneskin                      | [ 28 ] |
| 9 lipca         | „Beggin'”                           | Måneskin                      | [ 29 ] |
| 16 lipca        | „Kunigunda”                         | Vaidas Baumila                | [ 30 ] |
| 23 lipca        | „Kunigunda”                         | Vaidas Baumila                | [ 31 ] |
| 30 lipca        | „Kunigunda”                         | Vaidas Baumila                | [ 32 ] |
| 6 sierpnia      | „Rugpjūtis”                         | Justinas Jarutis, Jessica Shy | [ 33 ] |
| 13 sierpnia     | „Rugpjūtis”                         | Justinas Jarutis, Jessica Shy | [ 34 ] |
| 20 sierpnia     | „Rugpjūtis”                         | Justinas Jarutis, Jessica Shy | [ 35 ] |
| 27 sierpnia     | „Rugpjūtis”                         | Justinas Jarutis, Jessica Shy | [ 36 ] |
| 3 września      | „Rugpjūtis”                         | Justinas Jarutis, Jessica Shy | [ 37 ] |
| 10 września     | „Cold Heart (Remix)”                | Elton John, Dua Lipa, Pnau    | [ 38 ] |
| 17 września     | „Cold Heart (Remix)”                | Elton John, Dua Lipa, Pnau    | [ 39 ] |
| 24 września     | „Cold Heart (Remix)”                | Elton John, Dua Lipa, Pnau    | [ 40 ] |
| 1 października  | „Cold Heart (Remix)”                | Elton John, Dua Lipa, Pnau    | [ 41 ] |
| 8 października  | „Cold Heart (Remix)”                | Elton John, Dua Lipa, Pnau    | [ 42 ] |
| 15 października | „Cold Heart (Remix)”                | Elton John, Dua Lipa, Pnau    | [ 43 ] |
| 22 października | „Easy on Me”                        | Adele                         | [ 44 ] |
| 29 października | „Cold Heart (Remix)”                | Elton John, Dua Lipa, Pnau    | [ 45 ] |
| 5 listopada     | „Cold Heart (Remix)”                | Elton John, Dua Lipa, Pnau    | [ 46 ] |
| 12 listopada    | „Cold Heart (Remix)”                | Elton John, Dua Lipa, Pnau    | [ 47 ] |
| 19 listopada    | „Cold Heart (Remix)”                | Elton John, Dua Lipa, Pnau    | [ 48 ] |
| 26 listopada    | „Cold Heart (Remix)”                | Elton John, Dua Lipa, Pnau    | [ 49 ] |
| 3 grudnia       | „Cold Heart (Remix)”                | Elton John, Dua Lipa, Pnau    | [ 50 ] |
| 10 grudnia      | „Cold Heart (Remix)”                | Elton John, Dua Lipa, Pnau    | [ 51 ] |
| 17 grudnia      | „Cold Heart (Remix)”                | Elton John, Dua Lipa, Pnau    | [ 52 ] |
| 24 grudnia      | „Cold Heart (Remix)”                | Elton John, Dua Lipa, Pnau    | [ 53 ] |
| 31 grudnia      | „Rockin’ Around the Christmas Tree” | Brenda Lee                    | [ 54 ] |